# Epirus
Epirus  (řecky Ήπειρος, albánsky Epiri, arumunsky Epiru) je geografická a historická oblast v jihovýchodní Evropě, nyní rozdělená mezi Řecko a Albánii. Leží mezi pohořím Pindos a Jónským mořem a rozprostírá se od Vlorského zálivu a pohoří Mali i Kanalit na severu k Ambrakijskému zálivu a římskému městu Nikopolis na jihu. V současné době je rozdělen mezi kraj Epirus v severozápadním Řecku a kraje Gjirokastër, Vlora a Berat v jižní Albánii. Největší město v Epiru je Ioannina, sídlo kraje Epirus a Gjirokastër – největší město v albánské části Epiru.
Jde o drsný a hornatý region, který byl severozápadní oblastí starověkého Řecka. Byl obývaný řeckými kmeny jako Chaonové a Thespróti. Nacházela se zde svatyně v Dodóně, nejstarší starověká řecká věštírna a nejprestižnější po Delfách. V roce 370 př. n. l. byl sjednocen do jednoho státu dynastií Aiakidů. Slávy Epirus dosáhl během panování Pyrrha, který bojoval s římskou republikou v sérii tažení. Epirus se následně v roce 146 př. n. l. stal součástí římské republiky spolu se zbytkem Řecka, poté římské a východořímské říše.
Po pádu Konstantinopole během čtvrté křížové výpravy se Epirus stal centrem Epirského despotátu, jednoho z nástupnických států Byzantské říše. V 15. století se Epirus dostal pod nadvládu Osmanské říše a během vlády Aliho Paši na počátku 19. století se stal do jisté míry nezávislým, ale Osmané ho znovu dostali pod kontrolu v roce 1821. Po balkánských válkách a první světové válce se stal jižní Epirus součástí Řecka, zatímco severní Epirus součástí Albánie.

## Historie

### Rané osídlení

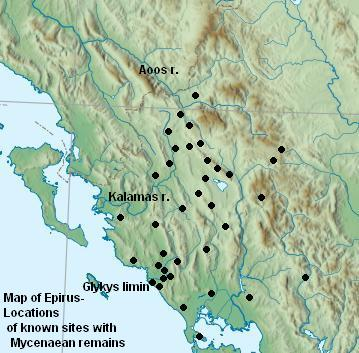
Mykénské stopy v Epiru

První doklady lidského osídlení v Epiru pocházejí z období neolitu. V této době byly zřejmě postaveny velké pohřební mohyly, které oplývají mnoha znaky charakteristickými pro pozdější mohyly Mykéňanů, což nasvědčuje možnému spojení mezi Epirem a mykénskou civilizací. Mykénského původu jsou patrně i dvě náboženská střediska této oblasti: Nekromanteion (scházeli se tam živí se svými mrtvými předky) u řeky Acheron a Diova věštírna v Dódóně.
Na konci druhého tisíciletí př. n. l. (zhruba kolem 1200 př. n. l.) vpadli Dórové přes Makedonii a Epirus do Řecka. Důvody této invaze nejsou dosud jasné, každopádně původní obyvatelstvo Epiru bylo vypuzeno na jih. Někdy na počátku prvního tisíciletí př. n. l. se pak v Epiru usadily tři kmeny: Chaonové na severozápadě, Molossové ve střední části země a Thespróti na jihu. Zda byl původ těchto kmenů řecký, anebo se jednalo o helenizované Ilyry, není jisté.
V 7. století př. n. l. založily řecké obce řadu kolonií na pobřeží Epiru, které sloužily jako přístavy při plavbě do Itálie a na Sicílii. Nejvýznamnější z těchto měst byla korintská kolonie Ambrakia. Oproti Helénům, kteří sídlili ve městech či v jejich okolí, obývali Epiroti pouze nevelké vesnice. Jejich hlavní zdroj obživy představoval lov a pastevectví. Území Epiru, nacházející se na samé periferii řeckého světa, se vyznačovalo neustálým neklidem v důsledku permanentního tlaku ilyrských kmenů, jejichž teritorium se rozkládalo při východním břehu Jaderského moře. I přes svoji geografickou odlehlost se Epiros těšil značnému náboženskému významu, díky již zmiňované věštírně v Dódóně – jež byla po Delfách druhým nejproslulejším orákulem ve starověkém Řecku.

### Starověké království
Heléni pohlíželi na Épeiroty po velmi dlouhou dobu se značnou přezíravostí. Ještě v 5. století př. n. l. je historik Thúkýdidés označil za „barbary“ tedy Neřeky. Teprve sto let poté jim bylo dovoleno zúčastnit se olympijských her po boku Helénů. Jedinými Epiroty považovanými za Řeky byli členové molosské královské dynastie Aiakidů, kteří odvozovali svůj původ od Achilleova syna Neoptolema (Pyrrha), mytického zakladatele épeirského království. Řečtí a římští spisovatelé pozdějších věků, jako byli Apollodóros, Strabón, Dionýsios z Halikarnássu, Pausaniás, Klaudios Ptolemaios, Cassius Dio či Eutropius, řadili Epiroty mezi Řeky. Plútarchos zmiňuje zajímavé prvky v místní kultuře a v Pyrrhově životopise informuje o tom, že Achillea „uctívali Epiroti jako boha, přičemž v místním dialektu byl nazýván Aspetos“.

Starověké kmeny v Epiru.

První král Molossů ,který je znám, se nazýval Tharyps. Ten přišel v roce 429 př. n. l. do Athén, kde se mu dostalo řecké výchovy a získal také athénské občanství pro sebe a všechny své potomky. Aiakidé, jakožto dynastie vládnoucí Molossům, získali po roce 370 př. n. l. nadvládu nad celým Epirem, když dokázali prosadit svoji převahu vůči ostatním kmenům. Aby potvrdili svoji dominanci, spojili se Molossové s makedonským královstvím, jehož moc v této době prudce expandovala. Spojenecký svazek byl utužen v roce 359 př. n. l., kdy se neteř épeirského krále Arybba, princezna Olympias, provdala za krále Filipa II. Makedonského. Tři roky nato se Filipovi a Olympiadě narodil syn Alexandr, který se měl později proslavit jako dobyvatel perské říše.
Po smrti Arybba nastoupil na Epirský královský trůn Alexandr I. Epirský, Olympiadin bratr, jenž se vojensky angažoval na straně jihoitalských Řeků. V roce 331 př. n. l. ale v Lukánii padl. Jeho nástupce Aiakidés Epirský zasáhl na straně Olympiady proti Kassandrovi během boje o vládu nad Makedonií, avšak v roce 313 př. n. l. byl sesazen. Po určitých peripetiích se v roce 295 př. n. l. ujal vlády Aiakidův syn, Pyrrhos. Ten se projevil jako jeden z nejzdatnějších a nejodvážnějších vojevůdců starověku a do doby jeho panování tudíž spadá období největšího rozmachu Epirru.

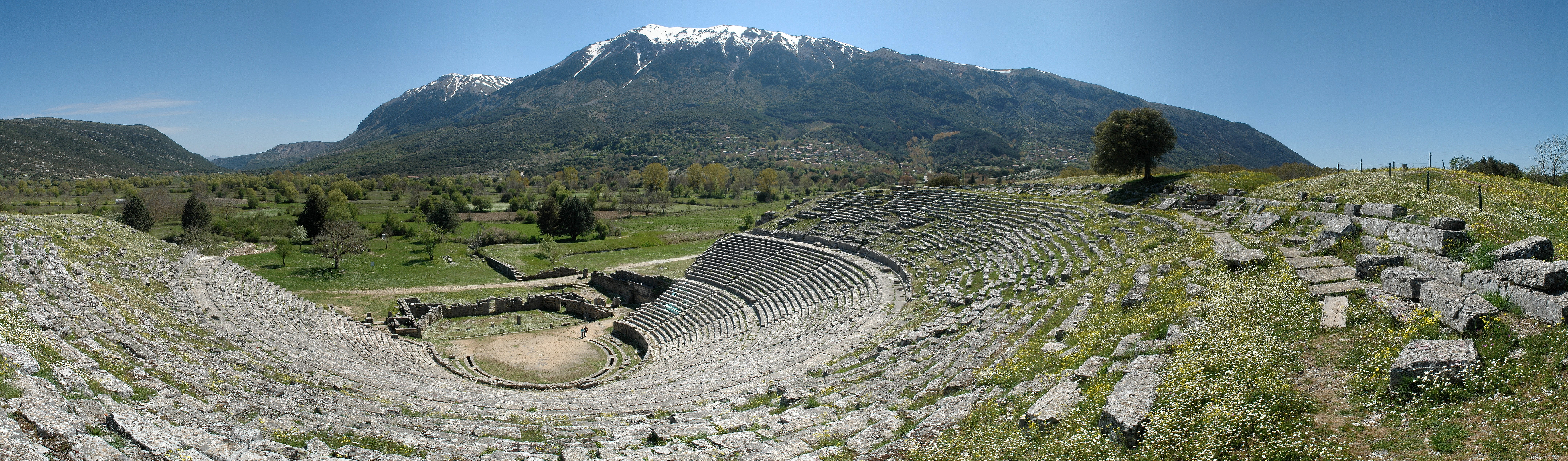
Divadlo v Dodóně s horou Tomaros.

Pyrrhova tažení

Brzy po nástupu na trůn využil Pyrrhos dynastických svárů v Makedonii k získání jejích pohraničních oblastí. Moc Épeiru dále upevnil obsazením pobřežních a okrajových území včetně Akarnánie a ostrova Kerkýra. Takto posílen se Pyrrhos zapojil do války proti svému někdejšímu spojenci a tehdejšímu vládci Makedonie, Démétriu I. Poliorkétovi, přičemž se zmocnil Thesálie a západní poloviny Makedonie a prolomil obležení Athén. V roce 284 př. n. l. byl však zatlačen zpět do Épeiru Démétriovým nástupcem, Lýsimachem. O tři roky později požádalo jihoitalské město Tarent Pyrrha o pomoc proti Římanům. V Itálii a na Sicílii vedl épeirský král po šest let válku s Římany a Kartaginci, avšak jeho výboje, třebaže byly vykoupeny velkými oběťmi („Pyrrhovo vítězství“), neměly dlouhého trvání. Po porážce v bitvě u Beneventa v roce 275 př. n. l. se proto Pyrrhos rozhodl pro návrat do Řecka. Ovšem už rok poté napadl Makedonii a jejího krále Antigona II. Gonata sevřel ve městě Thessaloníké, načež se k němu připojila většina makedonského vojska. Své vítězství však odmítl završit a raději se vypravil na nové tažení na Peloponés proti Spartě. Zanedlouho nato byl ale Pyrrhos obklíčen Makedonci a Sparťany v Argu a v následném boji byl zabit. Po Pyrrhově smrti Épeiros opět poklesl do bezvýznamnosti, když se jeho vládcové zapletli do dlouhodobého konfliktu s Makedonií.

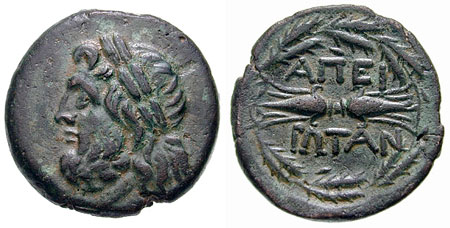
Mince z období épeirského spoku s Diem a hromoklínem

Za málo schopných Pyrrhových nástupců moc království zvolna upadala. V roce 231 př. n. l. byla královská vláda odstraněna a nahrazena federativním spolkem épeirských obcí, jež ustavily vlastní sněm (synedrion). Některé regiony na jihu se však připojily k aitólskému spolku. Épeiros musel navíc čelit vzrůstajícímu ohrožení ze strany římské republiky, která na přelomu 3. a 2. století př. n. l. svedla sérii vítězných válek s Makedonií. V prvních dvou konfliktech zachovával spolek neutralitu, nicméně během třetí makedonské války (171 až 168 př. n. l.) Molossové podpořili makedonského krále Persea, zatímco Chaonové a Thespróti se vyslovili pro Římany. Následky této rozpolcenosti se ukázaly být katastrofální. Poté, co římské vojsko v čele s Luciem Aemiliem Paullem Persea porazilo a zajalo, proniklo do Épeiru a zpustošilo zde na 70 měst a vesnic. Přitom bylo zotročeno 150 000 Épeirotů, údajně jako trest za Pyrrhův vpád do Itálie. Celá země byla tak těžce poničena, že trvalo dalších 500 let, než se z tohoto úderu plně vzpamatovala.

### Římská a byzantská vláda

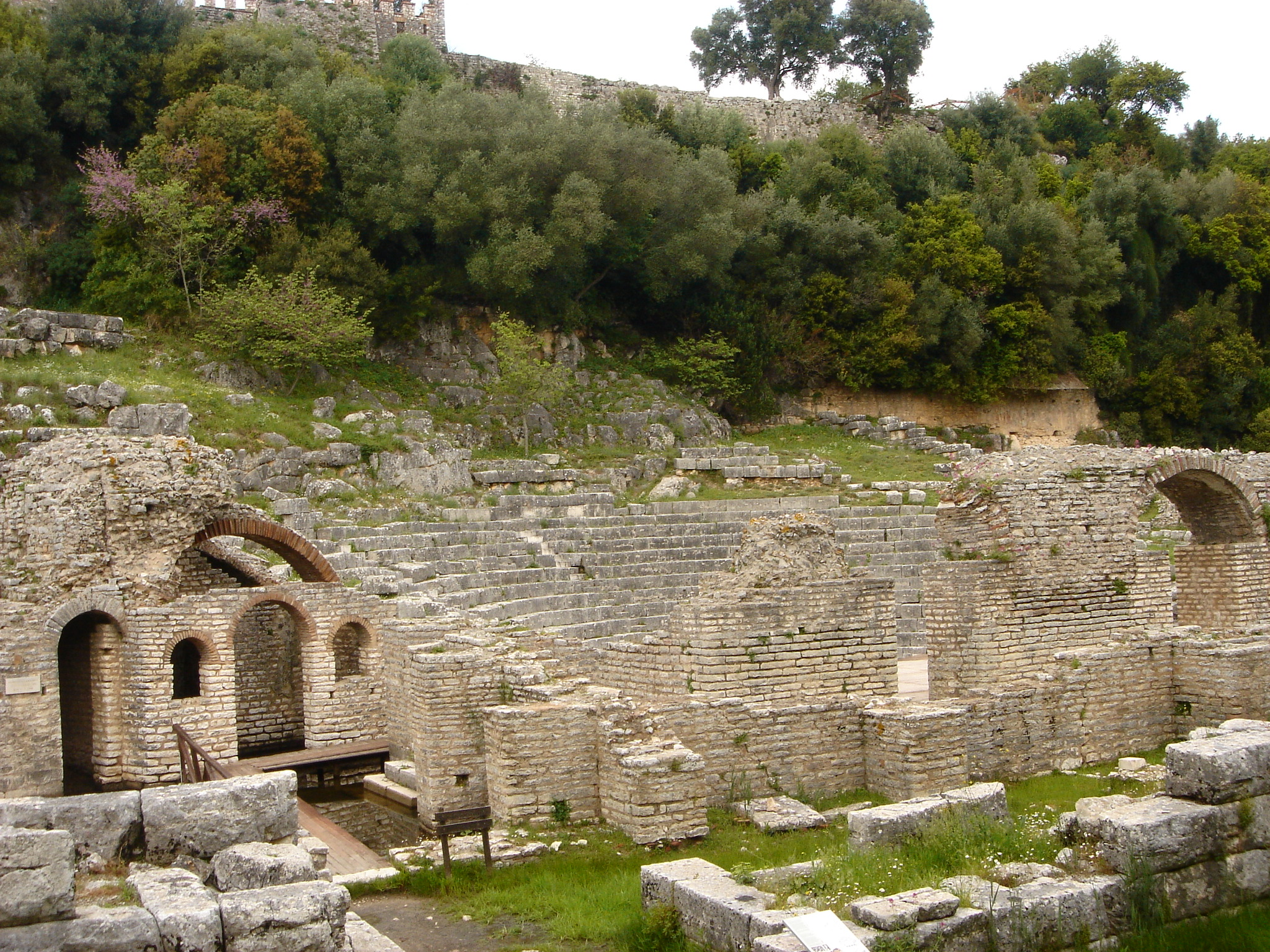
Ruiny Butrintu

Římské provincie Epirus Vetus a Epirus Nova v porovnání s dnešními hranicemi.

Římská invaze definitivně ukončila politickou nezávislost Épeiru a v roce 146 př. n. l. se Épeiros stal součástí římské provincie Makedonie. Pobřežní regiony země v této době bohatly díky své strategické poloze mezi Itálií a Řeckem. Rovněž výstavba silnice Via Egnatia posílila zdejší prosperitu. V roce 31 př. n. l. byla při březích Épeiru svedena bitva u Actia – jedno z nejdůležitějších vojenských střetnutí v historii, v němž Octavianus triumfoval nad Marcem Antoniem a Kleopatrou a učinil tak rozhodující krok k nastolení římského císařství. Za Neronovy vlády byl Épeiros v roce 67 n. l. ustaven samostatnou provincií spravovanou císařským prokurátorem. V rámci Diocletianových správních reforem římské říše na konci 3. století byly vytvořeny dvě nové provincie: Epirus Nova a Epirus Vetus, přičemž historické území Épeiru zahrnovala druhá zmiňovaná provincie.
Po rozdělení římské říše v roce 395 připadl Epirus východořímské říši, pozdější středověké byzantské říši, jejímž centrem byla Konstantinopol. Od konce 4. století trpěl Epirus invazemi různých barbarských kmenů ze severu, především Gótů. Na přelomu 6. a 7. století se Epirus vymkl kontrole východořímské vlády poté, co byl osídlen Slovany. V průběhu dalších staletí se dočasně ocitl pod nadvládou Bulharů. V 9. století Byzantinci postupně obnovili svoji kontrolu nad územím Epiru, který byl začleněn do thematu Nikopolis.
Po pádu Konstantinopole během čtvrté křížové výpravy v roce 1204 obsadil Michael I. Komnenos Dukas Aitólii a Epirus a vybudoval zde nezávislý Epirský despotát. Panovníci tohoto byzantského nástupnického státu ovládali po jistou dobu značně rozsáhlou oblast v severozápadním Řecku, většinu dnešní Albánie a část nynější Severní Makedonie. Koncem 13. století byl Epirus zasažen migrací Albánců příchozích ze severu. Ve 14. století se despotát stal předmětem expanzionistických ambicí svých sousedů, hlavně Byzantinců a Srbů, a v roce 1430 byl nakonec obsazen osmanskými Turky vedenými sultánem Muradem II.

### Epirus za Osmanů

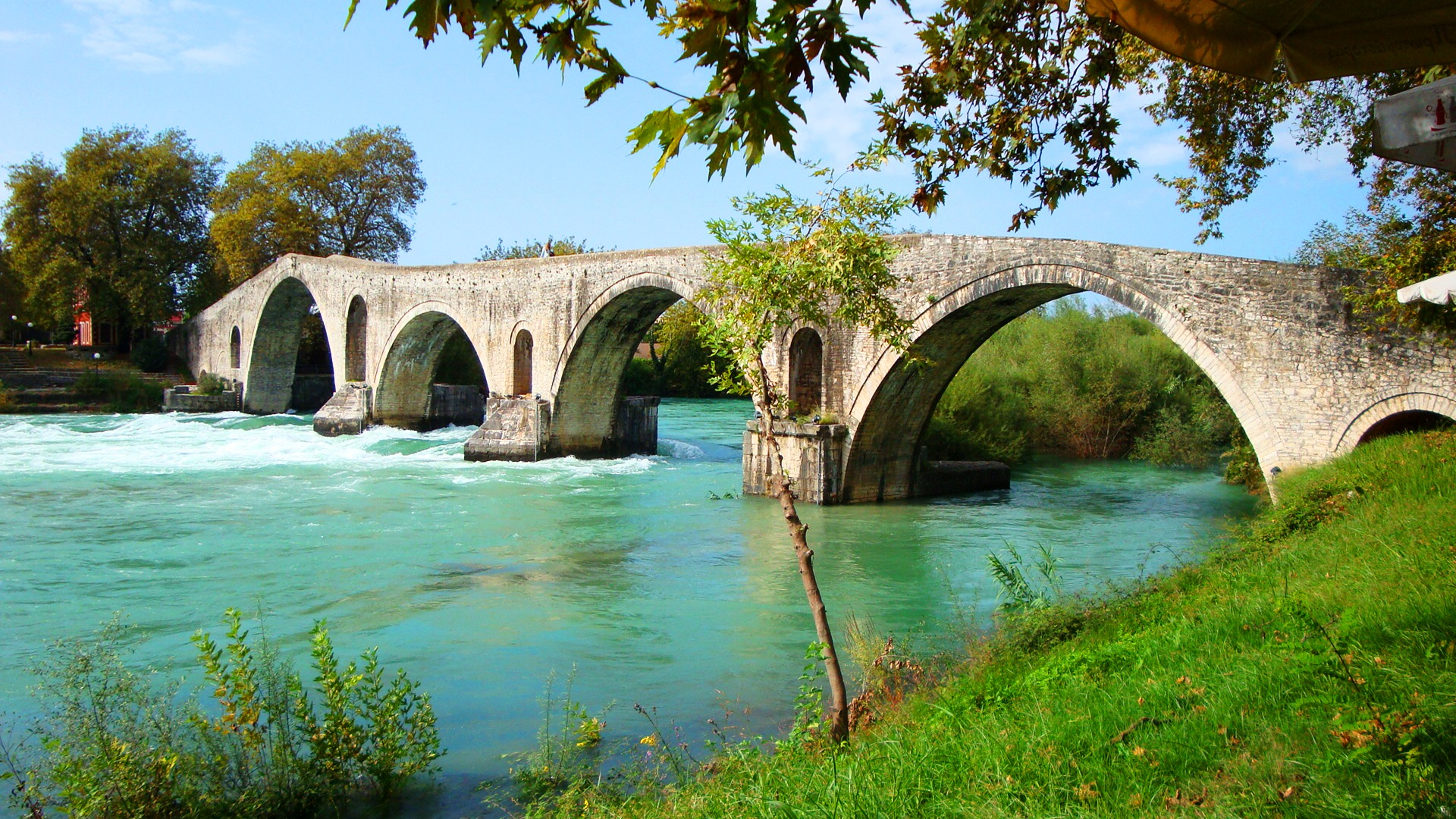
Obnovený most přes řeku Arachthos

Za osmanské nadvlády bylo hospodářství Epiru narušeno nadměrnou kultivací a intenzivním odlesňováním. Důsledkem bylo vyčerpání zdejší půdy a zbavení oblasti takřka veškerého obyvatelstva, jež odsud odcházelo kvůli nesnesitelné chudobě. V roce 1443 albánský šlechtic Jiří Kastriota zvaný Skanderbeg povstal proti Osmanům a zmocnil se i severního Epiru. Po jeho smrti toto území připadlo Benátčanům, které však Osmani do konce 15. století vyhnali z takřka celé oblasti.
S pozvolným úpadkem osmanské moci v 18. století se Epirus stal fakticky nezávislým státem pod vládou Aliho Paši, syna albánského beje, který ustavil centrem své domény město Ioánnina. Na vrcholu své moci kontroloval většinu západního Řecka, Peloponés a Albánii. Po vypuknutí řeckého povstání v roce 1821 se Ali Paša pokusil získat suverénní postavení, nicméně byl sesazen a zavražděn Osmany.

### Moderní historie

Epirus ve 20. století rozdělený mezi Řecko a Albánii.
řecký kraj Epirus
přibližný rozsah Epiru ve starověku
přibližný rozsah největší koncentrace Řeků v "severním epiru" počátkem 20. století
Červená tečkovaná čára:Území autonomního státu Severní Epirus

V roce 1832 obdrželo Řecko oficiálně nezávislost, ovšem Epirus setrvával i nadále pod vládou Osmanů. Teprve po skončení balkánských válek v letech 1912 až 1913 mohla být většina Epiru připojena k Řecku. Severní Epirus (Vorios Ipiros) byl ale na základě šetření mezinárodní komise přiřčen Albánii. Toto rozdělení nevyhovovalo ani Řekům ani Albáncům, neboť na obou stranách hranice se vyskytovaly silné etnické menšiny. Po skončení první světové války bylo sporné území severního Epiru (označované Řeky jako terra irredenta) přisouzeno Řecku, avšak po jeho porážce v řecko-turecké válce připadlo v roce 1924 definitivně Albánii.
V dubnu 1939 vojska fašistické Itálie Albánii okupovala a v říjnu následujícího roku Italové přepadli také Řecko. Mussoliniho invazní jednotky byly ale v Epiru poraženy a zatlačeny zpět do Albánie. Špatně vyzbrojení, avšak odhodlaní Řekové poté obsadili velkou část jižní Albánie a severní Epirus. Pouze intervence nacistického Německa v dubnu 1941 ušetřila Italy ponižující porážky. Řecko stejně jako Jugoslávie bylo mocnostmi Osy rychle poraženo a okupováno. Po obsazení fungoval hornatý Epirus jako jedno z center řeckého odporu proti okupantům, v jehož čele stáli komunističtí partyzáni (ELAS) a republikáni (EDES). Po německém ústupu z Řecka v roce 1944 tyto skupiny obrátily zbraně proti sobě. V následné řecké občanské válce se Epirus stal dějištěm mnoha těžkých bojů. Desetitisíce místních etnických Albánců byly v této době vyhnány z řeckého Epiru. Co se týká severního Epiru, řečtí nacionalisté dodnes vznášejí požadavky na toto území, nicméně řecká vláda se v 90. letech od těchto snah distancovala.